# Bogoslovija
Bogoslovija je vjerska škola; škola ili zavod za učenje teoloških i drugih predmeta, često u vidu pripremanja budućih svećenika.

## Bogoslovija u Katoličkoj Crkvi
U Katoličkoj Crkvi bogoslovija ili bogoslovno sjemenište je ustanova u kojoj žive bogoslovi, to jest svećenički kandidati dok pohađaju teološki fakultet, te se pripremaju za đakonsko i svećeničko ređenje. Bogoslovija ima točno definirani ustroj. Prvi odgovoran za rad i život bogoslovije je biskup, a u tome mu pomaže svećenik kojeg je imenovao rektorom bogoslovije. Uz njega bogoslovija ima i svojega duhovnika, ekonoma i prefekta.
U Hrvatskoj bogoslovna sjemeništa postoje u Zagrebu, Splitu, Rijeci, Zadru i Đakovu, te Grkokatoličko sjemenište u Zagrebu. U Bosni i Hercegovini postoje dvije bogoslovije, obje u Sarajevu: Vrhbosansko bogoslovno sjemenište i Franjevačka bogoslovija Bosne Srebrene.

## Bogoslovija u Pravoslavnoj Crkvi
U Srpskoj pravoslavnoj crkvi, bogoslovija je petogodišnja srednja škola u koju se upisuju svršeni učenici osnovne škole.
Vidi i: Bogoslovije Srpske pravoslavne crkve

## Vanjske poveznice
- Bogoslovno sjemenište - Ivan Pavao II, Rijeka  Arhivirana inačica izvorne stranice od 23. lipnja 2012. (Wayback Machine)
- Nadbiskupsko bogoslovno sjemenište, Zagreb  Arhivirana inačica izvorne stranice od 28. srpnja 2006. (Wayback Machine)
- Biskupsko bogoslovno sjemenište, Đakovo  Arhivirana inačica izvorne stranice od 15. srpnja 2007. (Wayback Machine)
- Centralno bogoslovno sjemenište, Split

| Portal:Kršćanstvo | Portal: Kršćanstvo |